# النملة زد (فلم)
النملة زد (بالإنجليزية: Antz) هو فِلم حاسوب ورسوم متحركة أمريكي لعام 1998 وهو فِلم مغامرات وفكاهة من إنتاج دريم ووركس ويضم أصوات ممثلين معروفين مثل وودي آلن وشارون ستون وجنيفر لوبيز وسيلفستر ستالوني وآن بانكروفت وجين هاكمان وكريستوفر والكن وداني غلوفر. فِلم النملة زد أول فيلم رسوم متحركة من إنتاج دريم ووركس، وكذلك أول فيلم رسوم متحركة CGI، عُرض فِلم النملة زد لأول مرة في 19 سبتمبر 1998، في مهرجان تورونتو السينمائي الدولي، وصدر مسرحيًا في الولايات المتحدة في 2 أكتوبر 1998.

## وصلات خارجية
- مقالات تستعمل روابط فنية بلا صلة مع ويكي بيانات

1. ↑  Jeffries، Neil (1998). "Antz Soundtrack Review". Empire. مؤرشف من الأصل في 2020-03-27. اطلع عليه بتاريخ 2015-09-13.
2. ↑  "Of Ants, Bugs, and Rug Rats: The Story of Dueling Bug Movies". AP. 2 أكتوبر 1998. مؤرشف من الأصل في 2016-03-03.
3. ↑  Fabrikant، Geraldine (28 ديسمبر 1998). "'Prince of Egypt' Is No King at the Box-Office". The New York Times. مؤرشف من الأصل في 2015-05-27. اطلع عليه بتاريخ 2017-02-25.